# ブリッツ ロンドン大空襲
『ブリッツ ロンドン大空襲』（ブリッツ ロンドンだいくうしゅう、原題：Blitz）は、2024年制作のイギリス・アメリカ合衆国の戦争映画。
第二次世界大戦中の1940年から1941年まで、ナチス・ドイツがイギリス・ロンドンに対して行ったザ・ブリッツ（ロンドン大空襲）を背景に描いた映画。「ブリッツ（Blitz）」とは、ドイツ語で「稲妻」を意味する。2024年11月22日よりApple TV+で配信。

## あらすじ
1940年、第二次世界大戦下のロンドン。リタは9歳の息子ジョージを毎日のように空襲警報が発令されるこの危険な状況から避けるため、彼を遠くの町へ疎開させる列車に乗せた。
しかし、車内でイジメに遭ったジョージは母親の元へ戻りたくなり列車から飛び降り、ロンドンへと戻るべく長く危険な旅に出る。

## キャスト
※括弧内は日本語吹替。
- リタ：シアーシャ・ローナン（本名陽子）
- ジャック：ハリス・ディキンソン（露崎亘）
- ジョージ：エリオット・ヘファーナン（正垣湊都）
- イフェ：ベンジャミン・クレメンタイン（俊藤光利）
- ベリル：キャシー・バーク
- ジェラルド：ポール・ウェラー（山野井仁）
- アルバート：スティーヴン・グレアム（村治学）
- ミッキー：リー・ギル（越後屋コースケ）
- マーカス：C・J・ベックフォード（松川裕輝）
- ジェス：マイカ・リケッツ
- ヴィクター：アレックス・ジェニングス
- クライヴ：ジョシュア・マクガイア（唐沢龍之介）
- ティルダ：ヘイリー・スクワイアーズ（冠野智美）
- ドリス：エリン・ケリーマン
- アグネス：サリー・メッシャム